# Au seuil de l'enfer (film, 1932)
Pour les articles homonymes, voir Au seuil de l'enfer.
Pour plus de détails, voir Fiche technique et Distribution.
Au seuil de l'enfer (titre original : Hell's Highway) est un film américain réalisé par Rowland Brown et John Cromwell, sorti en 1932.

## Synopsis
Dans une prison du sud des États-Unis, les conditions de détention sont très sévères. Les prisonniers sont forcés de construire une « autoroute de la liberté ». Duke Ellis, le détenu le plus influent d'entre eux, découvre que son jeune frère a également été incarcéré et a rejoint le gang. Bientôt, Duke organise une émeute.

## Fiche technique
- Titre : Au seuil de l'enfer
- Titre original : Hell's Highway
- Réalisation : Rowland Brown et John Cromwell
- Assistant-réalisateur : James H. Anderson (non crédité)
- Scénario : Samuel Ornitz, Robert Tasker et Rowland Brown
- Photographie : Edward Cronjager
- Montage : William Hamilton
- Musique : Clarence Muse
- Direction musicale : Max Steiner
- Direction artistique : Carroll Clark
- Producteur : David O. Selznick
- Société de production : RKO Radio Pictures
- Société de distribution : RKO Radio Pictures
- Pays de production :   États-Unis
- Langue de tournage : Anglais américain
- Format : Noir et blanc — 35 mm — 1,37:1 — Son : Mono (RCA Photophone System)
- Genre : Film dramatique, Film policier, Film d'action
- Durée : 62 minutes[1]
- Date de sortie :
  - États-Unis : 23 septembre 1932

## Distribution
- Richard Dix : Frank « Duke » Ellis
- Tom Brown : John « Johnny » Ellis
- Rochelle Hudson : Mary Ellen
- C. Henry Gordon : « Blacksnake Skinner »
- Oscar Apfel : William Billings
- Stanley Fields : F.E. Whiteside
- John Arledge : Joe Carter
- Warner Richmond : « Captain Pop-Eye Jackson »
- Charles Middleton : « Matthew the Hermit »
- Louise Carter : Mrs. Ellis
- Clarence Muse : Rascal
- Fuzzy Knight : « Society Red »